# Bordj El Khadra
Bordj El Khadra (àrab: برج الخضراء, Burj al-Ḫaḍrāʾ) és la vila més meridional de Tunísia. Es troba a la delegació de Remada, a la governació de Tataouine. És un lloc fronterer amb Líbia (uns 11 km al sud hi ha Gadames) i és també propera a la frontera algeriana.

## Economia
La ciutat viu d'aquesta situació de frontera, amb la compra sobretot de productes libis després revenuts, i algunes parades de turistes. Una gran duna a la vora dona, des del seu damunt, una visió molt pintoresca de l'oasi, que té menys de mil habitants i un doll d'aigua envoltat de canyes.
Uns pocs quilòmetres a l'est hi ha una llacuna salada generalment seca anomenada Sabkhat Oumzemzem.

## Administració
És el centre del sector o imada homònim, amb codi geogràfic 53 57 56, dins de la delegació o mutamadiyya de Remada, amb codi geogràfic 53 57.